# Dmîtrivka, Kiev-Sveatoșîn
Dmîtrivka (în ucraineană Дмитрівка) este localitatea de reședință a comunei Dmîtrivka din raionul Kiev-Sveatoșîn, regiunea Kiev, Ucraina.

## Demografie
Componența lingvistică a localității Dmîtrivka
     Ucraineană (96,87%)
     Rusă (2,99%)
     Alte limbi (0,14%)
Conform recensământului din 2001, majoritatea populației localității Dmîtrivka era vorbitoare de ucraineană (96,87%), existând în minoritate și vorbitori de rusă (2,99%).

## Legături externe
- pl Dmitrówka 1) chutor pow. kijowski, gmina Biłhorodka, 18 domów, 91 mieszkańców în Dicționarul geografic al Regatului Poloniei și al altor țări slave, volum XV, p. 1 (Abablewo — Januszowo) 1900